# Protestsongcontest
Der Protestsongcontest ist eine kritische Musikveranstaltung, die erstmals am 12. Februar 2004 anlässlich des 70. Jahrestages der 12.-Februar-Unruhen im Rabenhoftheater Wien ausgetragen wurde. Bewertet werden Protestsongs, die sich mit (gesellschafts)politischen Themen wie Umweltschutz, Fristenlösung, Überwachungsstaat, Tierschutz, Globalisierung oder Ausländerfeindlichkeit beschäftigen.
Die gemeinsame Idee dazu stammt vom Direktor des Rabenhoftheaters Thomas Gratzer, dem Dramaturgen Roman Freigaßner und dem Theaterwissenschaftler Gerald C. Stocker, die mit dieser Veranstaltung eine neue Plattform für den zeitgenössischen Protestsong schaffen wollten.
2008 wurde eine Compilation von Songs der Jahre 2004 bis 2007 veröffentlicht, 2013 folgte eine zweite Compilation von Songs der Jahre 2008 bis 2012. Anlässlich des zehnjährigen Jubiläums fand 2013 ein „Best-of“-Konzert mit ehemaligen Finalteilnehmern statt.
2010 präsentierte der Protestsongcontest Gewinner pauT seine Siegernummer „sepp haT gesagT, wir müssen alles anzünden“ auch im Rahmen der EXPO 2010 im Austria Pavilion in Shanghai (China).
2015 sorgten die Sieger Rammelhof für einen wahren Hype, als ihr Siegerlied Wladimir (Put Put Putin) innerhalb weniger Tage zum Youtube-Hit vor allem in der Ukraine avancierte.
2016 sorgte der Siegersong „Testament“, den Sarah Lesch für ihren Sohn schrieb, für eine ungewollte Reaktionen. Der Song, der Leschs Kind auf eine ungewisse Zukunft vorbereiten soll, erfuhr große Verbreitung im Internet und wurde auch von rechtspopulistischen Seiten und rechtsextremen Gruppierungen geteilt. Die Musikerin distanzierte sich aber prompt vehement von dieser Vereinnahmung.
2023 gewann mit der gebürtigen Ukrainerin Maryna aka KüR eine junge Künstlerin, die seit ihrer Flucht aus ihrer Heimat in Wien lebt.
2024 mussten sich erstmals in der Geschichte des Protestsongcontests mit der Band eff eff und der Sängerin Laura Braun zwei Künstlerinnen den Sieg teilen.

## Ablauf
Das Auswahlprozedere für die Teilnehmer am Protestsongcontest wurde seit dessen Beginn beibehalten. Zunächst wählt ein vierköpfiges Gremium (Mario Rossori, Roman Freigaßner, Gerald C. Stocker sowie ein Vertreter von FM4) aus rund 300 musikalischen Einsendungen aus dem In- und Ausland 25 Bewerbungen aus. Die so ermittelten Interpreten treten dann in einem Konzertwettbewerb (Vorfinale) um den Einzug ins Finale an. Eine Jury beurteilt die Darbietungen der Teilnehmer und entscheidet über deren Weiterkommen.
Die zehn Finalisten präsentieren ihre Songs dann live am 12. Februar im Rabenhoftheater Wien, wo abermals eine sechsköpfige Jury aus Musikern, Journalisten und politisch engagierten Menschen per Punktevotum über den Sieg entscheidet. In den letzten Jahren gehörten der Jury etwa Sigi Maron, Barbara Rett, Hans Platzgumer, Schorsch Kamerun, Doris Knecht, Martin Blumenau, Birgit Denk, Peter Hein, Clara Luzia, Mieze Medusa, Stefan Weber, Hansi Lang, Andrea Dusl, Electric Indigo, Barbara Blaha, Binder & Krieglstein, Ernst Molden, Ronnie Urini, Daniel Wisser, Skero, Mirjam Unger, Clara Blume, Christine Hödl, Didi Bruckmayr, Voodoo Jürgens, Stefanie Sargnagel, Sigrid Horn, Yasmo, Malarina, Eva Spreitzhofer, Mati Randow, Hannes Tschürtz, Zebo Adam, Herwig Zamernik und Peter Paul Skrepek an. Seit 2014 kann auch das Publikum via Onlinevoting als 7. offizieller Juror mitstimmen.
Die Veranstaltung wurde von 2004 bis 2013 von Dirk Stermann moderiert. In den Jahren 2004, 2005 und 2007 stand ihm Christoph Grissemann zur Seite. Seit 2014 hat Michael Ostrowski diese Aufgabe übernommen. Der österreichische Radiosender FM4 überträgt die Veranstaltung alljährlich live im Radio und als Livestream via Internet. Im Laufe der letzten Jahre kam es im Rahmen des Protestsongcontests immer wieder zu Konzerten, bei denen zahlreiche bekannte Musiker und Bands wie Willi Resetarits, Sigi Maron, Ronnie Urini, Dominik Nostitz, Denk, Thalija, Lederhosen Lucile, Die Vamummtn, Roman Gregory, Bastian Bandt und Lukas Meister auftraten. 2015 wurde das Finale erstmals auf ORF III gezeigt.
2021 konnte das Finale aufgrund der COVID-19-Pandemie nur als Stream und ohne Publikum aus dem Rabenhof Theater via FM4 übertragen werden. Die zehn Finalisten wurden zuvor im ORF Funkhaus aufgezeichnet und am 12. Februar auf einer Leinwand zugespielt. Die dort anwesende Jury stimmte aber wie gewohnt live ab. Seit 2022 kann der Protestsongcontest wieder live vor Publikum über die Bühne des Rabenhoftheaters gehen.

## Sieger, Zweit- und Drittplatzierte
| Jahr | Sieger (Land) Songtitel (Punkte)                                                   | Zweiter (Land) Songtitel (Punkte) | Dritter (Land) Songtitel (Punkte) |
| ---- | ---------------------------------------------------------------------------------- | --- | --- |
| 2004 | Georg Freizeit und die Rosaroten (A) „Die Weisheit mit dem Löffel“ (37)            | Binder & Krieglstein (A) „Alles verloren“ (34) | monochrom (A) als Sowjet-Unterzögersdorfer Delegation „Ich will Planwirtschaft“ (32)                                                                  |
| 2005 | Rainer von Vielen (D) „Sandbürger“ (43)                                            | Christoph & Lollo (A) „Ich hasse die Menschen im Fernsehen“ (39)                                                                                      | kpunkt (A) „Verweigerung“ (26) |
| 2006 | Jörg Zemmler (I) „Wir sind die Kleinen“ (36)                                       | aurelie maronif (A) „subversiv“ (35) | Hörspielcrew feat. garish (A) „Vermögen“ (33) |
| 2007 | Mieze Medusa & tenderboy feat. Violetta Parisini (A) „Nicht meine Revolution“ (42) | Manuel Normal (A) „Sicher ned Du“ (35) | MDG9 (A) „Mozart 2006“ (32) |
| 2008 | Rupert’s Jazz Construction (A) „Lehn dich auf“ (38)                                | Bluesbrauser (A) „I fiarcht mi vor'm Friseur“ (34) | Hinterland (A) „Da Wessely“ (32) |
| 2009 | Erstes Wiener Heimorgelorchester (A) „Widerstand ist Ohm“ (33)                     | The I Fratelli Ramoreo (A) „Young Romance“ (30) | Squishy Squid (A) „Langeweile“ (28) |
| 2010 | pauT (A) „sepp haT gesagT, wir müssen alles anzünden“ (39)                         | Die Cremeschnitten (A) „Nichts“ (23) | Rotzpipn und das Simmeringer Faustwatschenorchester (A) „Würschtlpolka“ (22) Mad Town Dogs (A) „Lokalverbot“ (22)                                     |
| 2011 | Gebrüder Marx (A) „Hättma, kenntma (mochma oba net)“ (44)                          | Er ist tot, Jim (A) „Gartenbau“ (40) | Rotzpipn und das Simmeringer Faustwatschenorchester (A) „Die Moritat von der schwarzen Maria“ (29)                                                    |
| 2012 | Rotzpipn und das Simmeringer Faustwatschenorchester (A) „Hymne 2.0“ (35)           | Wait for the B-Side, it’s better (A) „Wie hat die Börse reagiert“ (29)                                                                                | wosisig (A) „Erwin“ (24) |
| 2013 | Benedikta Manzano (A) „Mehr Mitgefühl für Märkte“ (37)                             | Anstaltskinda aka Kapitano Chaotico (A) „Befrei Di“ (36) Refugees of the Vienna Refugee Camp feat. Gustav (INT) „I love Vienna/Je t'aime Vienne“ (36) | Anstaltskinda aka Kapitano Chaotico (A) „Befrei Di“ (36) Refugees of the Vienna Refugee Camp feat. Gustav (INT) „I love Vienna/Je t'aime Vienne“ (36) |
| 2014 | Fight Rap Camp (INT) „Schmelzende Zeilen“ (51)                                     | DAWA (A) „Revolution“ (45) | Anstaltskinda (A) „Wöd ändern, oda?“ (38) |
| 2015 | Rammelhof (A) „Wladimir (Put Put Putin)“ (37)                                      | Wiener Blond (A) „Kaana Waas Warum“ (36) | Er ist tot, Jim (A) „Revolte“ (28) |
| 2016 | Sarah Lesch (D) „Testament“ (47)                                                   | Barefoot Basement meets Tombo (A) „Right Neider“ (39)                                                                                                 | Holawind (A) „Oh Johanna“ (31) |
| 2017 | Danyál (D) „Hosgeldiniz (Reißt die Arme auf)“ (39)                                 | Permaneder (A) „Deutschland. Ein Wintermärchen“ (33)                                                                                                  | Schapka (A) „USQQ“ (32) |
| 2018 | Lupin (A) „1 Lied gegen Sexismus“ (40)                                             | Kapa Tult (D) „Priority Lane“ (39) | Frau Tomani (A) „Normal“ (28) |
| 2019 | Sigrid Horn (A) „baun“ (33)                                                        | Mag-D x Ms Def x Lady Ill-Ya x Yasmo x Misses U x Bella Diablo (A) „Mehr“ (32) Lisa Jäger & Band (A) „Nationalität Mensch“ (32)                       | Mag-D x Ms Def x Lady Ill-Ya x Yasmo x Misses U x Bella Diablo (A) „Mehr“ (32) Lisa Jäger & Band (A) „Nationalität Mensch“ (32)                       |
| 2020 | Dynomite (A) „1992“ (50)                                                           | KD/E-5 (A) „Kulturgetriebe“ (40) | Marie feat. Def Ill (A) „Tryin'“ (35) |
| 2021 | Gina Disobey (A) „Seeking Asylum is not a Crime“ (54)                              | Nelavie (A) „Teilzeit Feminist“ (37) | Dassi (A) „S.D.O. (Schleich di du Orschloch)“ (33) |
| 2022 | IZRAA (A) „9. November“ (44)                                                       | Wende Punkt (A) „Lass los“ (37) Sir Tralala (A) „Querdenker Blues“ (37)                                                                               | Wende Punkt (A) „Lass los“ (37) Sir Tralala (A) „Querdenker Blues“ (37)                                                                               |
| 2023 | KüR (UKR) „Ljudi (Menschen)“ (57)                                                  | la gouche (A) „Vollzeitarbeitshölle“ (39) | Lena Theresia (D) „Wunderbar“ (34) |
| 2024 | eff eff (A) „Alles da“ (42) Laura Braun (D) „Nullsummenspiel“ (42)                 | | Delilah (A) „Hab keine Angst“ (39) |
| 2025 | Chovo (A) „Jedermann“ (47)                                                         | AnnPhie Fritz (A) „Buscopan“ (34) | Kisse (D) „Blaue Alleen“ (31) |

## Weitere Platzierungen der Finalteilnehmer
| Jahr | Band (Land) / Songtitel (Punkte) |
| ---- | --- |
| 2004 | 4. Conny Chaos und die Retortenkinder (A): „Lisi Gehrer“ (28) 5. Autlaw (A): „A Gringo like me“ (18) 6. Abteilung Liedermaching (D): „Protestsong“ (15) 7. wegotim (A): „Ein bisschen Kriegen“ (8) 8. Wilde 13 (D): „Affensong“ (7) 9. Christian & Michael (A): „Willkommen in der Welt des Schmerzes“ (4) 10. Robin Hook (A): „Son of a B.“ (3) |
| 2005 | 4. Lassiter (A): „Bilder des Widerstands auf dem Weg zur Freiheit“ (24) 5. Georg Bauernfeind (A): „Flugblatt-Gedicht“ (18) 6. Mike Blumentopf (A): „Protestsong 2005“ (14) 7. Bongoreggae (A): " Never give up the fight" (11) 8. Flexevil (D): „Danke“ (8) 9. Henriette (A): „Mein Bauch gehört mir“ (2) 10. Die Überspitzen (A): „Geh-rer“ (1) |
| 2006 | 4. Börn (A): „Bleib du mit dir“ (27) 5. Ganshaut (A): „Seemann“ (14) 6. Seelenwärmer (A): „Globalisierungskinder“ (11) 7. Peter Kastner (A): „Klo am Gang“ (9) 8. d'vision (A): „Nackert auf'm Schwedenplatz“ (7) 8. Phoneten (A): „Amerika“ (7) 8. Remasuri (A): „the Austrian way (of singin' the blues)“ (7) |
| 2007 | 4. Jumbokoffer (D): „Lieber dafür“ (28) 5. Rare’n'Tasty (A): „Jamma Ma“ (19) 6. Firewall (A): „Zuviel Natur“ (12) 7. Pitch Pipe Project (D): „Kleiner Jungpionier“ (7) 8. Tiefseetaucher (A): „Unterschicht“ (5) 9. D.A.R.M. (A): „Pharisäer“ (3) 9. DIESELMENSCH. (A): „Demonoid“ (3) |
| 2008 | 4. Bounty Chiller & Skarlatan (A): „Wos I mog“ (20) 5. SELTSAMsupreme (A): „Eigenentschied“ (16) 5. Vokale Küche (D): „Wir werfen Bomben“ (16) 7. Anstaltskinda (A): „s'Kopftuch“ (14) 8. asdf (A): „Gegenbewegung“ (7) 9. WO'xang (A): „Die Sündenkuh“ (5) 10. Pop:sch (con gas) (A): „Body workout“ (4) |
| 2009 | 4. Dodo presents feat. Steff la Cheffe, Knackeboul, Namusoke, HmK & DaeWue und Dabu Fantastic (CH): „Plan B (Allstars Remix)“ (21) 5. Der Nino aus Wien (A): „Spinat Song“ (20) 5. Ski-Schuh-Tennis-Orchestra (A): „Ode an die Jugendsubkultur“ (20) 7. Die Controverse (A): „Alles wird gut“ (17) 8. MTS feat. NomadEE (A): „Großer Bruder“ (11) 9. Die Söhne der Liebe (A): „Paranoia“ (4) 10. Tanaka (A): „Lied von der vertagten Weltrevolution“ (2) |
| 2010 | 5. Maria Stern (A): „Swarovski-Song“ (20) 6. ROTZ (A): „Draußen vor der Stadt“ (14) 6. Binder & Krieglstein (A): „Fahrradfahr’n ist schadstoffarm“ (14) 8. Beschwerdechor St. Pölten (A): „Wenn in Wien die Sonne scheint“ (13) 9. Karin Rabhansl (D): „Arbeitsamt“ (10) 10. Café Olga Sánchez (A): „Schwarza Ma“ (9) |
| 2011 | 4. Blonder Engel (A): „Nespresso (What else?)“ (24) 5. keine Angst! (A): „Laand däär Bäärgää“ (15) 5. hirschl (A): „Gegenwärter“ (15) 7. Betty’s Apartment (A): „Die Ballade vom Zündler“ (7) 8. Andi & Alex feat. Wenzel Washington (A): „Schmeckt ma ned“ (5) 9. Chris Crossemaker (A): „Geh hobt’s mi gern“ (4) 10. FS2 (A): „geht mi nix o!“ (3) |
| 2012 | 4. hirschl (A): „Wernhartsgrub“ (17) 4. Johanna Zeul (D): „Ich will was Neues“ (17) 4. Yasmo & Miss Lead (A): „Fuck the Academy“ (17) 7. Gregor Fröhlich und die Krisenstimmung (A): „Rate Me“ (16) 7. there is something to be learned (A): „Alles, alles“ (16) 9. Witwer (A): „man findet immer was, das stört“ (11) 10. Comedian Feminists (A): „Cross Boarder Leasen“ (3)                                                                            |
| 2013 | 4. Tiefsinntaucher (A): „Vater Staat“ (24) 5. Fargo (A): „I dram ned“ (16) 6. Matatu (A): „Guerrabanana“ (15) 7. LinksabbiegA (A): „Dankbar“ (8) 8. wosisig (A): „Finganeglbeissa“ (7) 9. Johnny V-Ausschnitt (A): „Rotzbremsn san wieder in“ (4) 10. Birds in Trees (A): „Ich hoff, du schläfst beschissen“ (3) |
| 2014 | 4. Boxer John (GB): „The Turning of the Tide“ (24) 5. there is something to be learned (A): „Wild east“ (14) 6. Gschaftlhuber und die Weißen Westen (A): „Pallawatsch“ (13) 7. Damenkapelle (D): „Bored“ (12) 8. Die Schläfer (A): „Sag beim Abschub leise Servus“ (11) 9. FS2 (A): „egal“ (6) 10. SÓL (A): „ACAB“ (4) |
| 2015 | 4. FS2 (A): „augen auf“ (24) 4. Elias Hirschl (A): „Blumen im Haar“ (24) 6. Geschichten im Ernst (A): „Aufruf“ (21) 7. Joach.im Wean (A): „Ambiguitätstoleranz“ (17) 8. Rotzpipn & das Simmeringer Faustwatschenorchester (A): „In Oasch geh“ (13) 9. Nora Mazu (A): „Spielen mit Verstand“ (9) 10. Wende Punkt (A): „The Schub-Schub-Schubladensong“ (8)                                                                                                |
| 2016 | 4. Bernhard Eder (A): „Es is zum rean“ (28) 5. Joachim Unger & Chor des IRG Wien (A): „Wir. Stimmen gengan Kriag“ (23) 6. Junk & Mr. 3st (A): „Train of Hope“ (18) 7. Kurt Razelli (A): „50 Schilling“ (16) 8. Shan Blitzero (A): „Das gute alte Vorurteil“ (9) 9. Laura Rafetseder (A): „Beating Hearts“ (5) 10. papers please (A): „Make peace not walls“ (3)                                                                                          |
| 2017 | 4. Tombadour (A): „Mein Land“ (30) 5. Seralox (A): „Grab that Trump“ (21) 6. Simon & Jan (D): „Weil ich kann“ (18) 7. Post Period (A): „Sonic War“ (16) 8. Mieze Medusa & tenderboy (A): „Danke, dass du denggst“ (15) 9. Badmandi & die Rootzbuam feat. Holy Moly (A): „Wicked Babylon System“ (7) 10. Fichtenharz (A): „Auf Biegen und Brechen“ (6) |
| 2018 | 4. Wende Punkt (A): „Was?“ (27) 5. Lis (A): „Funke“ (20) 6. Fray ft. Pirmin da Koch (A): „Ibk Insomnia“ (18) 7. Max Schabl (A): „Auweh Auweh Auweh“ (17) 8. INSÖRT (A): „Robben im Ö“ (16) 9. I’m A Sloth (A): „Titanic“ (10) 10. GOMAX (A): „Für’n Arsch“ (2) |
| 2019 | 4. Die Nowak (D): „Die Schottergärtner“ (30) 5. Dynamic Drift (CHiLL-iLL & DaskOne) (A): „Ausnahme-Angst-Zustand“ (27) 6. Geschichten im Ernst (A): „Dann brauch ma di“ (23) 7. Aschanti (Wiener A Cappella Varieté) (A): „Brutpflegetrieb“ (19) 8. Skatapult (A): „Aufstand der Hühner“ (14) 9. Waldfee (A): „Raus aus den Autos“ (7) 10. Ramon Bessel (D): „SUV“ (0)                                                                                   |
| 2020 | 4. Kay Dee (A): „Revolution“ (27) 5. LÖVEN (A): „Achtungfertig“ (18) 6. Rare Friends (A): „Wer hilft, der ist nicht gut“ (16) 7. wonach wir suchen (D): „Ressentiments“ (10) 8. Das Insekt des Jahres (A): „Mensch“ (8) 9. da Jo feat. El Tobo (A): „Oligarchen“ (7) 10. DLIA (Das Leben ist Art) (D): „Feuer & Flamme“ (6) |
| 2021 | 4. Marcus Hinterberger (A): „Ischgl Blues“ (25) 5. Fellowsoph (A): „Tu Felix Austria“ (23) 6. Smashed to Pieces (A): „Viktoriabarsch“ (21) 7. Nelio (A): „Feuer“ (13) 8. Gesa Winger (D): „Wo bist du, Europa“ (9) 9. null (D): „Elon Musk arbeitet 95 Stunden am Tag“ (2) 10. Manfred Groove (D): „Es geht uns gut“ (0) |
| 2022 | 4. Marie & Luise meet Ana Laura Dominguez (A): „Ich hab was dagegen“ (22) 4. The Z (A): „Titanic“ (22) 6. gert (A): „Wer ist Ich?“ (18) 7. Flonky Chonks (A): „Flächendeckend 30“ (16) 8. Fluse (D): „mehr kann ich nicht tun“ (15) 9. barfuß (A): „Ameisenfalle“ (3) 9. LENI (A): „Geilo“ (3) |
| 2023 | 4. Teschek (A): „Flüchtlingsheim“ (19) 5. Werner Brix (A): „Konsumidiot“ (16) 6. flow & felvin (A): „Justice“ (15) 6. Luksan Wunder (D): „ausempört“ (15) 8. Lasse Mangold (A): „Gegen die Wand“ (12) 9. Lenny420 ft. Benjo (A): „Profit“ (8) 9. VLUN (A): „E1NE VON DR3i“ (2) |
| 2024 | 4. Schwesta Ebra (A): „0171719“ (30) 5. Low Life Rich Kids (A): „Anti-Woke-Generation“ (23) 6. Kreiml, Fate & Alligatorman (A): „Eins vierzig“ (16) 7. Raimbuck (D): „Es wird wieder passieren“ (11) 8. beda mit palme (A): „Gredt wird vü“ (7) 9. Anja Thaler (A): „Später (ist zu spät)“ (4) 10. Lisa Jäger (A): „Voll okay“ (3) |
| 2025 | 4. ams (A): „unta freind“ (30) 4. Coleija (A): „Freier Mensch“ (30) 6. Bafeya x Samu (A): „my body my voice!“ (18) 7. Marbelite (A): „John“ (14) 8. No3zino (D): „2033“ (8) 9. Toriser & Handle (A): „Küken“ (4) 10. FEST (A): „er is wieda do“ (1) |

## Teilnehmer am Vorfinale (Top 25)
Das Vorfinale fand 2004 in der Wiener Hauptbücherei statt, 2005 und 2006 übersiedelte man aus Platzgründen ins Wiener Kongresshaus und seit 2007 weiter ins Haus der Begegnung (Rudolfsheim). Der Abend wurde in den Jahren 2004 und 2005 von Fritz Ostermayer und von 2006 bis 2010 von Mathias Zsutty (FM4) moderiert. 2011 und 2012 hat diese Aufgabe Michael Fiedler (FM4) übernommen, 2013 (abermals 2020) folgte ihm Gerlinde Lang (FM4), 2014 führten Roland Gratzer und Hannes Duscher (FM4) durch den Abend. Von 2015 bis 2018 moderierte Lukas Tagwerker das Vorfinale. 2019 und 2020 wurden die Vorfinali im RadioKulturhaus ausgetragen. Seit 2021 finden keine Vorfinali mehr statt. Die zehn Finalisten werden seither aus der Top 25 Liste von einer Jury im Rahmen einer FM Radiosendung ermittelt.
| Jahr | Band (Songtitel) in alphabetischer Reihenfolge |
| ---- | --- |
| 2004 | Bionic Beatz (A): „Shit“ Derrick (D): „Revolte“ Die Doctors (A): „Protestlied“ DJ Jam (A): „Ask yourself“ Eva Poltrona (A): „Widerstand“ Hannes Kelz (A): „Schen is dos Lebm“ Heinzels Männer (A): „Am Anfang war das Ende“ Helius (A): „Dieses Land“ Markus Frechinger (A): „Hey, ha Rock’n’roll (Wir haben davon die Schnauze voll)“ Martina Prinz (A): „Es schüsselt, kholt…“ Mon Armi (D): „Bomb my home“ Radio Bukarest und das Zypriotische Rundfunkorchester (A): „Das ist ein Protest“ Subcooltours (A): „Wos is do los“ Weiherer (D): „Eia sissdem“ Zillachtola Country Boys (A): „Losst’s zua oda gebt’s a rua“ |
| 2005 | Bitchin' Delilahs (A): „Neue Generation“ Blockwerk (A): „Azadi“ bramp: „Wer denkt verliert“ Christian & Michael (A): „Voulez vous Straßenschlacht avec moi“ Ernst (A): „Wunderschönes Wien“ Guru (A): „Schöne Grüße aus Bagdad“ Olgas Erben (A): „Zu spät“ second hand (A): „A bittersweet party tonight“ Stimmgewitter feat. Chris 4er Paterka (A): „Es brauchts ka Angst hobm“ Surfdog 7 (A): „König von Österreich“ The Jay Birds (A): „As I say“ Weiherer (D): „Und nimma auf“ Zachling (A): „In Gotts Num“ Zmee D mc (A): „Unsinn“ Zweitfrau (A): „Schnitt“ |
| 2006 | Binnenland (A): „I want my Blue Danube Radio back“ Cafe Amigo (A): „Mensch & Maschine“ Christoph & Die Kirchturmspitzen (A): „Weihnachtsmannverbot“ dixxi (A): „Ich will dich nicht“ Ecoluddit (D): „Ethik und Gewalt“ F.U.C.K. (A): „Traut doch Traude“ fii feat. Thaistylee (A): „Noch eins“ Gandharvika (A): „Darum esse ich sie nicht“ kpunkt (A): „Was zuviel ist, ist zuviel“ Margret Galler (A): „Economy“ Mike & A Massive Illusion (A): „The Ballad of Don Quichote“ Noem Nova (A): „Error war“ Rollkragen (A): „Von Motten zerfressen“ Stimmgewitter & The Bassena Boys (A): „Zeitgeist“ Tschoda’s (D): „Massenvernichtungswaffen“ |
| 2007 | 4 experimentelle die nur 2 sind (A): „Bundespräsident“ Andreas Julius Fasching (A): „Bushnshank“ D. Camillo (A): „Hamm ham ham“ Der Lobauer Frühling (A): „Spiel mit dem Biber“ Freischwimmer AG (A): „Eigentlich schade“ Gedi (A): „Cancel the chancellor“ Madame Pacifista (D): „Wir schau’n weg“ Mariachis de las Fiestas Locas (A): „Russnmadl“ Mitzifranz (A): „I am in Austria“ Phases of Life (D): „Bombs away“ Rap Addicted feat. Apple Tree (Pronexus) (A): „Was geht da draussen vor?“ Sabine Berthold (A): „Steirischer Herbst“ Sliver (A): „Aufnahme läuft“ Syncope feat. Barca Baxant (A): „Politics“ wosisig (A): „is anzige liad“                                                                                                 |
| 2008 | bewegung heller maschinen (A): „O.T. (Weiß nur nicht wie)“ I und de Gitarre von meiner Mama (A): „Deutschlehrer“ In a Rub-a-dub-Style (A): „About politicians“ Keine Angst! (A): „Die Revolution der Gartenzwerge“ Kommando Elefant (A): „Die Bosse“ Los Antagonistas (A): „So a Skandal“ Millions of Dreads (A): „Schwoaza Mann“ Nordic Walking Punks (D): „Tanz deinen Namen“ Tanaka (A): „Aufstehn“ The Woodn Earf Band (A): „Ois geht in Boch owi“ Tonfabrik (A): „Rechtes Pack“ Wiener Blut (A): „Oaschloch“ Woolf and the Bad Sheep (A): „It is like it is“ wosisig (A): „Kleiner Mann“ Zwoastoa (D): „Dumia“ |
| 2009 | Bambee:Rakete (D): „Mitnicker“ Barking Dog (A): „Fire on this land“ Billy G. and his Knabenquartett St. Veit (A): „ass-shakin'-happy-makin'“ Bluesbrauser (A): „Es kennt’s mi“ Chamäleon (D): „Krötenwanderung“ Charlie Big Potato (A): „Was ist passiert“ Histamin (A): „Was ich noch sagen wollte“ LEO (der Junge aus dem NICHTS) (A): „§ 278a – Er muss weg!“ MC Max New M. Eggs feat. DJ GMZ (A): „Vorstadt Gangsterrap“ Meisi (D): „Ghettoblasterhandys“ ROTZ (A): „Wir sind Kapitalisten“ Toothpix (A): „Money“ très kühl (A): „E621“ Vitrine 7 (A): „Zu spät“ Westpol (A): „Kill Mozart“ |
| 2010 | Benedikt Büchler (D): „Ich war’s nicht“ Big Sime & Dark Poet (A): „§ 27 SMG“ bonbonblack (A): „Starlet“ Dame (A): „Revolution war gestern“ Er ist tot, Jim (A): „Le ROI c'est moi“ Jeroscha (A): „Praktische Theorien“ kè (A): „Kindergartenpathos“ Ljiljana Petkovic Orchestra (D): „Immer so tun als ob“ Max Schwab (A): „Mhmmmmmm“ Modula Nation (A): „Start the Revolution“ Petsch Moser (A): „Argumente (lalalalalalalala)“ RISE-O (A): „Sisyphus“ there is something to be learned (A): „Traumwäscherei“ Weiherer (D): „Undda Drugg“ Zukunftsmusik (D): „Ich esse meine Suppe nicht“ |
| 2011 | Dame (A): „Ich protestiere gegen meine Jugend“ Die Drogen (D): „Leckt mich!“ Feinmotorik (A): „Wegen euch“ Gugaroots (A): „wissn_mocht“ Happy Hoagascht (A): „Der Facebook Song“ Jonopono Ponojono (A): „Konsum“ Lená & Band (A): „Eure Pflicht“ Ljiljana Petkovic Orchestra (D): „Elektronische Einsamkeit“ Maria Stern und die Schnuppen (A): „Frauen“ My Name is Music (A): „We are Terrorists“ Philbilly MC (A): „Hey Papst“ Reinhard Panzenböck (A): „Skandal“ Trio Panoptikum (D): „Das Wiegenlied des Verlorenseins“ VerAndA (A): „Article 3 – Droit à la vie“ WIR (A): „WIR HABEN ANGST“ |
| 2012 | Aleister Charme (A): „Bitte Biene“ Bettina Schipp (A): „Mein globaler Einkaufswagen“ Blandine Bonjour & Bernd Köhler (D): „Les Nouveaux Mousquetaires“ Blonder Engel (A): „Und i woat (Ein Lied für die Bundesbahn)“ Eduardo Marmelado (A): „90 Jahre Burgenland“ Finn Moustache (D): „Wer sich umdreht“ Frederick (A): „Bärenlied“ H.C. Roth (A): „Die Freiheit des Narren“ Half Past Whatever (A): „Little Peace Song“ Hans und Anggie (A): „Heißgeliebtes Nordkorea“ Heinz Marrant und Freunde (A): „Asterix & Obelix“ Maria Stern + Hagelvoll (A): „Occupy Wall Street“ Max Schabl (A): „Ritalin“ Rafiq Varind, Johnny Draztic, Godsfather, Corsi, EDC, MTH, Mike4life, Rom_EMP, Lydiah (A): „Tears of the sun“ Toothpix (A): „Dear Leaders“ |
| 2013 | CHiLL-iLL (A): „Giftiges Göd“ Das Insekt des Jahres (A): „A word“ DEAFinVEGAS (A): „Kindertitel“ Dutschke (A): „Das Comeback der Revolutionen (feat. R. Dutschke)“ Equadrat (A): „Kauf_Rausch“ Ernst Strasser (A): „I love envelopes“ Fischer und Freunde (A): „Solange noch der Teufel diese Welt regiert“ JUL (I): „Konsum isch insre Religion“ Kongenial (A): „Schönes, schönes Land“ Laura Rafetseder (A): „Ballad of Zhanaozen“ Max Schabl (A): „Die Mocht“ MSMC (A): „Punchlines gegen Schlogzeiln“ NonSense of Humour (A): „Wir sind nicht allein“ SBG Band Aid (A): „SBG Stay (Schüler Bitten Gg soll bleiben)“ SliS feat. Ray (A): „Monopol“                                                                                            |
| 2014 | Matthäus Bär und die Little Hipster Band (A): „Revolution“ Axel Bloom (D): „Kartenhaus“ The Devils Empire (A): „Hey, hey! The NSA“ Enduring Freedom (A): „Stadt, Land, Flucht“ Er ist tot, Jim (A): „Prekariat“ Goldeswert (A): „Alarm verdammt!“ jatzek.raber.schmoelz (A): „Eh net von do“ Made im Speck (A): „SPÖVP“ next.next.finish (A): „databitch“ Pascal Optional (A): „total egal“ Sepp Österreicher (A): „Entwicklungsländer find I praktisch“ S.P.O.T.S. (A): „Graue Tage“ Tamara Trombitas (A): „Ihr hoits uns (für) bled“ Vogelmayer (D): „I lass’ ma des nimma bieten“ Rainer von Vielen (D): „Empört Euch!“ |
| 2015 | 20UHR15 (A): „Ich bin dagegen“ BCF Big Crazy Family (A): „Hypo-Lied“ Ben Pascal (A): „Opfer“ Birds in Trees (A): „Now“ Die&ii (A): „Nervensäge“ Duo Kaleidoscope (A): „Keep on zocking in a free world“ Georg Kostron & sein Manager (A): „Bella Vienna“ Karin Rabhansl (D): „Mia brenn ma“ Kitcat LO-FI (A): „Spring is a nasty bitch“ Patch A Tire (A): „Aren't you lucky we sign you at all“ paulie (A): „Wann?“ Smash Da Man (A): „Da Man’s best friend“ Udo Jürgen (A): „Irgendwo nimmt immer eine Sonde auf“ Von Draußen (D): „Zeit und Geld“ Vormärz (A): „Tiefkühlpizza“ |
| 2016 | Circle A (A): „No One Is Illegal“ Das Napalm Quintett (A): „Dreck“ E43 (A): „People (stupid selfish)“ Eclipse Sol-Air (D): „Generation Y“ I'm a Sloth (A): „Botox“ Joachim Engel und die Gefallenen (A): „Echt Arsch“ Maurer & Novovesky (A): „Uns gfreit’s ned“ Max Schabl (A): „Scheiss auf Xenophobie“ Mighty Maggots (A): „Black List“ No Commander (A): „Sie ham an Zaun baut“ paulie (A): „Honey“ Rotzpipn: „#hetztag“ Skatapult (A): „Jag mich durch die Straßen“ vielmanz’ (D): „Betongold“ Vormärz (A): „Keine Zeit“ |
| 2017 | Mary Broadcast (A): „Not in my name (Dirty games)“ Cevapcici (A): „Wurscht“ Krysztof Daletski (D): „Circulus terroris“ Gewürztraminer (A): „Angst“ da Jo (A): „Kirchturmlied (Phallus sanctus)“ Das Napalm Quintett (A): „Sicherheit“ Offbeatfront (A): „Here in Paradise“ Laura Rafetseder (A): „Die nahende Kaltfront“ Christoph Reicho (A): „Made in Austria“ "ReisWerk (A): „Handynacken Generation“ Rotzpipn (A): „Aluhut“ Skatapult feat. Matthias Wick (Gasmac Gilmore) (A): „Gottfried“ Souleen (A): „Hamster“ Supergaul (D): „Start ne Petition“ Symbiotika (A): „Zwischenkriegszeit“ |
| 2018 | anJa (A): „Dornenkranz“ Anstaltskinda (A): „Lass di Sonn eina“ ANWAR (A): „Buch von Golgotha“ Bernsn und Die Solidaritätskapelle (A): „Wir backen einen Kuchen“ Danke für den Fisch (A): „Fette Beute“ FS2 (A): „Sascha“ Jimmy And The Goofballs (A): „Influenza“ Ms Def (A): „Rise up“ Parasit (A): „2017-1933“ R.A.M.B.O. (A): „Sehr geflashed“ Screaming Lord Tobi & The Phantoms (A): „Gut gemacht“ TurboTrööT (I): „Zorn“ Waldfee (A): „Schneller“ Waldgeist (D): „Klischee“ What She Did Next (A): „We will fight back“ |
| 2019 | Die Aberrazzis (A): „Rauer Wind“ ALLES WAGNER (A): „Wann I a Rechter war“ Anstaltskinda (A): „Empathie und Verständnis“ Aron & Glowing Eyes (A): „Mach dich frei“ Bluesbrauser (A): „Tua wos!“ HAWIDERE! (A): „Null und Ans“ I love milk. (A): „Ummadumma“ Jamok Einz (D): „Einigkeit und Recht und Freiheit“ LOVO (A): „Mehr hobn“ Lüül & Band (D): „Leben ist gut“ Maafia (A): „Everybody lies“ MadLane & DJ Nik (A): „Veni Vidi Visum“ Manawa (A): „Critical Mass“ Out of Message Control (A): „Leitkultur pur“ Karin Rabhansl (D): „Auseinander“ |
| 2020 | Niklas Bastian (D): „Wir“ Bewie Bauer (D): „Wer lauter plärrt“ Flickentanz (A): „Du da drüben“ Fluse (D): „Der halbe Wald ist in den Fluss gerutscht“ FS2 (A): „ofonga“ Isa (D): „Ungeschminkt“ Lisa Jäger (A): „Für euch“ Anna Mabo (A): „Vielleicht ist das Radio einfach hin“ Mela Vie & Pieces of Pai (A): „Baum(k)ri(e)sen“ Il Padre und die Tripolaren (A): „WIR“ SCHODL (A): „ER (ist so populär)“ Elena Seeger (D): „18 Cent“ Erik Stenzel (D): „Happy Birthday“ Waldgeist-Kartell (D): „Trabantenstadt“ Die Zirkusband (A): „Dritte Piste“ |
| 2021 | Ayensi feat. Vivianzinha & Löwenherz (A): „Moria brennt (Palavra)“ Bipolar Feminin (A): „Attraktive Produkte“ Dizzery (A): „Feuer am Dach“ Fox Sombrero (A): „Gegen Bewegung“ Gringa (D): „Check“ Inverno (A): „Auszeit“ Juellz (CH): „Discuss Thing“ Kraus (D): „Erschlagt die Armen“ Lawine (A): „Pandemic Panic“ Lilli & Rosi (A): „Space“ Maerlia (A): „Cat Call“ Marie & Luise (A): „Neben all den Absurditäten“ Maschko Man & Ex-Benedikt (D): „Abgesagt“ Matatu (A): „Alles nicht so schlimm“ mehrYEAH (A): „Rettungsboot“ |
| 2022 | Amerling (A): „Berlin“ Binsenweisheit (A): „Tu´s für mich“ Blechkasten (A): „Megaabverkauf“ Christoph Calim (A): „Back to Normality“ Chirak (A): „Plan B“ Coleija (A): „Scheiß egal“ FS2 (A): „ondas“ HARi ViDERCi (A): „Penis“ Marcus Hinterberger (A): „Bürgermeister Blues“ Ronja Künstler (D): „Stopp“ Metternich (A): „Ois dia die Fisch“ Thera P. (A): „Still“ Raul (A): „Der Leugner“ Elena Seeger (D): „Solidarität“ Jürgen Schwarz (A): „Vergiftung“ |
| 2023 | barfuß (A): „schnipp schnapp“ Blechkasten (A): „Stempel drauf!“ Budsen (D): „Lieb Heimat mein“ Geschichten im Ernst (A): „Es brennt“ Roman Gregory (A): „Owe vom Gas“ Gute Katze Böse Katze (D): „Dich und dein Penis“ Kaŝita Kanto (D): „Sinn“ Luxus (A): „Kaufen“ LVNDK1ND (A): „Nicht für alle“ mehrYEAH & Wunsch feat. LONELINESS (A): „Keiner geht hin“ Mencari (A): „Swipe“ Thomas Posch und die kritische Infrastruktur (A): „Kleberhymne Op. 23“ Karin Rabhansl (D): „Lauf Baby“ So Much More (A): „Revolution“ Zwo Eins Risiko (D): „Bombegeschäfte“ |
| 2024 | Anstaltskinda (A): „Kana suacht se sein Pass aus“ AUTSCH!! (D): „Welt ohne Kriege“ Bankomat (A): „Wasserhals“ barfuß am Sand (A): „Wien“ Damn Ear (A): „Warning!“ Die Dorks (D): „Nein sagen“ Edelweisspiraten (A): „Krieg, Mord & Totschlag“ Fluse und die AI Wangers (D): „Mein Bruder“ gert (A): „Abriss-Neubau“ Grandmaster Flow (A): „Vielleicht“ Lenze und de Buam (D): „Koan Krieg“ Panik-Kapelle (A): „Cyanacrylate\|Cyanacrylat“ Dominik Plangger (A/I): „Das Dorf“ Sinuswelle (A): „Das Geld ist weg“ Tonfabrik (A): „Streik“ |
| 2025 | Alfred Hell (A): „Testplanet“ AU SALON (A): „Du kannst mich mal“ CLARA (A): „Dieselbe Luft“ Feuerfux (A): „Keine Komplimente“ Flonky Chonks (A): „Wie lang noch?“ Gesangskapelle Hermann (A): „Faschiert“ Kahlenberg (A): „Couch aus Elefant“ Kurz Nach Zwei (D): „Schäfchen zählen“ mAIr (A): „Klimabonus“ MOTSCHKA (A): „Rene Benjo“ NNELLA (D): „Nie wieder“ Ronja Künstler (D): „AfD-Parteiverbot“ RSMA (A): „69 to Marschmusik“ Sia Vaiz (A): „Yes, we serve rapists“ U:KUSTIK (A): „Ostwind“ |

## Veröffentlichungen
2008 veröffentlichte das Rabenhoftheater eine Compilation-CD mit dem Titel „Protestsongcontest – Die ersten vier Jahre (2004–2007)“ (Pate Records, PR 48; Vertrieb: Edel), 2013 folgte die zweite Compilation-CD unter dem Titel „Protestsongcontest 2008–2012“ (Pate Records, PR 102; Vertrieb: Rough Trade)